# Primavera - Partito Verde
Primavera – Partito Verde (in sloveno VESNA – zelena stranka; Vesna) è un partito politico sloveno, fondato il 9 febbraio 2022.
Al congresso di fondazione ha presentato il programma e i 4 pilastri fondamentali su cui si basa il partito: ambiente, democrazia, giustizia sociale e creatività.
Il partito ha iniziato ad comparire nei sondaggi politici da dicembre 2021.

## Risultati elettorali
| Elezione          | Voti   | %    | Seggi  |
| ----------------- | ------ | ---- | ------ |
| Parlamentari 2022 | 16.089 | 1,35 | 0 / 90 |